# IC-Analyse
Die IC-Analyse (immediate constituent analysis; auch: Konstituentenanalyse) ist die Analyse der unmittelbaren Konstituenten (immediate constituents) einer sprachlichen Einheit. Sie ist ein (strukturalistisches) Verfahren der Zerlegung (Segmentierung  (Sprachwissenschaft)). 
„Ziel und Ergebnis der Konstituentenanalyse ist die Zerlegung eines sprachlichen Ausdrucks in eine hierarchisch definierte Abfolge von Konstituenten.“
Dazu werden sprachliche Einheiten (Sätze, Wörter) so oft wie möglich in zwei Teile geteilt. Die sich im ersten Zerlegungsschritt ergebenen Elemente werden unmittelbare Konstituenten genannt.
Das Ergebnis einer IC-Analyse lässt sich durch einen Strukturbaum (Beispiel: siehe unten), durch Phrasenstrukturregeln, durch ein Kastendiagramm (Beispiel: Satzglied) oder durch indizierte Klammerung darstellen.

## Geschichte
Die IC-Analyse wurde im amerikanischen Strukturalismus entwickelt, der auf Leonard Bloomfield und sein Werk Language (1933) zurückzuführen ist. Eine Voraussetzung für seine Entwicklung war ein aufkommendes Interesse an aussterbenden Indianersprachen. Außerdem orientierte Bloomfield sich an der Methode des Behaviourismus, die sich auf das empirisch beobachtbare, physikalisch quantifizierbare Verhalten beschränkt. Das Forschungsziel war die exakte Analyse und Beschreibung von Sprachen, weshalb diese Forschungsrichtung auch als deskriptive Linguistik bezeichnet wird. Dem strukturalistischen Vorgehen liegen zwei Grundoperationen zugrunde: die Zerlegung eines sprachlichen Kontinuums und die Klassifizierung der Segmente. Die durch diese Methode ermittelten Untereinheiten bezeichnet Bloomfield als immediate constituents („unmittelbare Konstituenten“), abgekürzt IC.

## Anwendungsbereiche
Die IC-Analyse wurde für die syntaktische Satzanalyse entwickelt, dient aber auch in der Morphologie zur distributionellen Klassifizierung von Morphemen und in der Phonologie zur Analyse von Silben.

### Syntax: Satzanalyse
Die Segmentierung von Sätzen wird durch verschiedene syntaktische Tests, wie die Ersatz- und Verschiebeprobe, vollzogen. Wenn der zu analysierende Ausdruck im Satz frei verschiebbar ist und durch einen einfacheren Ausdruck ersetzt werden kann, gilt er als Konstituente. Der nächste Schritt ist die Klassifizierung der Konstituenten nach ihrer Funktion und Kategorie. 

#### Beispiel
„Nada ärgert die Katze.“
„(Nada)(ärgert die Katze).“ > „Nada“ kann z. B. durch sie ersetzt werden
„(Nada)((ärgert)(die Katze)).“ > „ärgert“ kann z. B. durch streichelt ersetzt werden 
„(Nada)((ärgert)((die)(Katze))).“ > „die“ kann z. B. durch ihre ersetzt werden, „Katze“ kann z. B. durch Mieze ersetzt werden
Ergebnis der Analyse (syntaktische Funktionen und Kategorien):
Nominalphrase (Subjekt) | Verb (Prädikat) | Nominalphrase (Akkusativobjekt)

#### Konstituentenstrukturanalyse

Strukturbaum. Die syntaktischen Kategorien sind schwarz, die Funktionen rot markiert.

Die Analyse der Konstituenten wird in der Regel von der Analyse ihrer Struktur bzw. der Verhältnisse, in denen sie zueinander stehen, begleitet. Dabei werden die verschiedenen syntaktischen Funktionen zu einem Strukturbaum zusammengefügt. Anhand der Konstituentenstrukturanalyse kann z. B. belegt werden, dass im Beispielsatz das Prädikat ärgert ein unmittelbarerer Teil des Satzes ist als das Akkusativobjekt die Katze, da das Objekt eine Ebene tiefer notiert wird als das Prädikat.

### Morphologie: Wortanalyse
Morpheme sind die kleinsten bedeutungstragenden Einheiten der Sprache, die es, mit Hilfe der IC-Analyse, zu ermitteln gilt. Im allgemeinen Verständnis gelten Wörter als kleinste bedeutungstragende Einheiten. Verschiedene Beispiele (z. B.: „Wohnungsbaugesellschaft“) zeigen jedoch, dass in Wörtern wieder andere Wörter bzw. Morpheme enthalten sein können. Diese Elemente können nicht immer als Wörter bezeichnet werden, sind aber trotzdem an der Bedeutung des ganzen Wortes beteiligt. Beispielsweise verändert das Morphem „-keit“ in „Eindringlichkeit“ ein Adjektiv zu einem Substantiv. Aus diesem Grund werden Wörter zerlegt, um ihre Bestandteile zu klassifizieren. Bei der Segmentierung von Wörtern in Morpheme werden die sprachliche Äußerungen in eine hierarchisch definierte Abfolge zerlegt. Es wird ermittelt wie das Wort zustande gekommen ist und die Konstituenten nach ihrer Reihenfolge, wie sie entstanden sind, in zwei Teile zerlegt (Prinzip der Binarität). Dieses Prinzip wird so lange vollzogen, wie es geht, d. h. bis das Wort in seine einzelnen Morpheme segmentiert wurde. Es gilt, dass Flexionsendungen immer zuerst abgetrennt werden. Die Konstituenten sollen in möglichst vielen weiteren Umgebungen zur Bildung von Worten verwendbar sein (Möglichst große distributionelle Gleichwertigkeit). An der Bedeutung des ganzen Wortes soll hierbei mindestens eine Konstituente, von seiner Bedeutung oder grammatischen Funktion her, beteiligt sein. Ist die Segmentierung vollständig vollzogen, folgt im zweiten Schritt die Klassifizierung der ermittelten Morpheme (siehe dazu Morphologie (Sprache)).
Klassifizierung:

Wortanalyse für „Eindringlichkeit“

(1) explizite Derivation (Suffigierung)
(2) gebundenes, grammatisches Derivationssuffix
(3) explizite Derivation (Suffigierung)
(4) gebundenes, grammatisches Derivationssuffix
(5) gebundener, lexikalischer Verbalstamm

### Phonologie: Silbenanalyse
Einzelheiten siehe Silbenphonologie.